# 시네마스코어

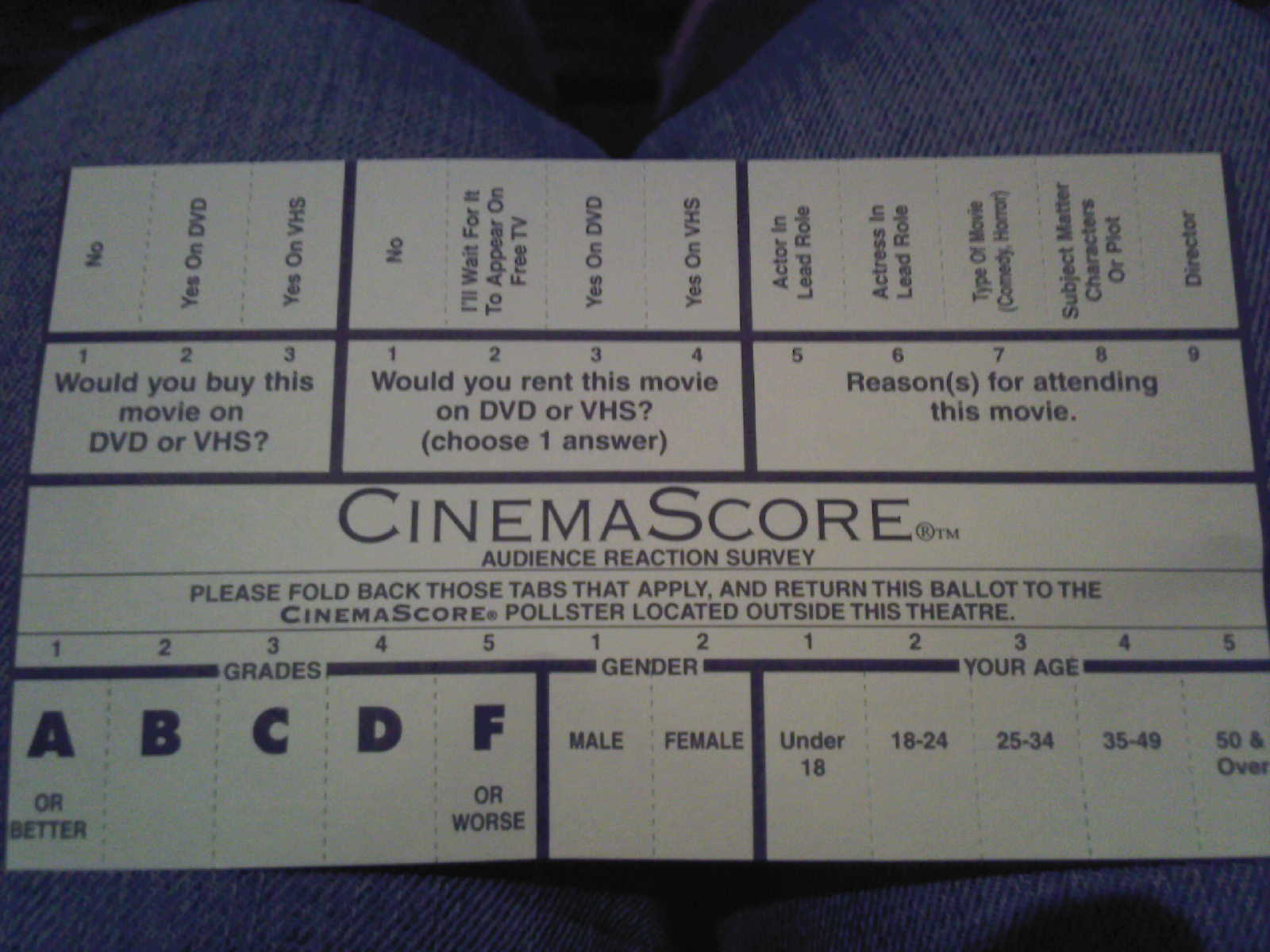

시네마스코어(CinemaScore)는 라스베이거스에 본사가 있는 시장 조사 단체이다. 주로 영화계를 취급한다.